# Seznam uměleckých realizací ve veřejném prostoru v Krči
Seznam uměleckých realizací v Krči v Praze 4 obsahuje tvorbu výtvarných umělců umístěnou ve veřejném prostoru v katastrálním území Krč. Seznam je řazen podle ulic a nemusí být úplný.

## Seznam uměleckých realizací
| Název                                               | Fotografie                                                                                    | Lokace                                                        | Autor                                                                    | Rok       | Popis                                      | Poznámka                                                                                                 |
| --------------------------------------------------- | --------------------------------------------------------------------------------------------- | ------------------------------------------------------------- | ------------------------------------------------------------------------ | --------- | ------------------------------------------ | --- |
| Nový den                                            | Kategorie „Nový den (statue)“ na Wikimedia Commons                                            | Antala Staška 1670/80 50°2′35,63″ s. š., 14°27′3,53″ v. d.    | Jaroslav Kolomazník (Jaroslav Kolovrat) (*1935) Josef Müller (1931–1994) | 1983      | socha; travertin, vápenec                  | Poliklinika Budějovická, do parku před vstupem přesunuta v říjnu 2013                                    |
| Lidová píseň                                        | Kategorie „Lidová píseň (Jiří Kryštůfek)“ na Wikimedia Commons                                | Antala Staška 1670/80 50°2′33,42″ s. š., 14°27′2,94″ v. d.    | Jiří Kryštůfek (1932–2014) Ondřej Špaček (*1952)                         | 1983      | socha, bronz                               | Poliklinika Budějovická, atrium                                                                          |
| Lekníny (†)                                         |                                                                                               | Budějovická 50°2′41,99″ s. š., 14°26′51,94″ v. d.             | Arnošt Paderlík (1919–1999)                                              | 1974      | dekorativní stěna, litý beton              | Metro C-Budějovická, severní výstup, pod venkovním schodištěm, odstraněno kolem roku 2005                |
| Betonové reliéfy                                    | Kategorie „Betonové reliéfy (Slavoj Nejdl)“ na Wikimedia Commons                              | Budějovická 1667/64 50°2′37,8″ s. š., 14°26′56,66″ v. d.      | Slavoj Nejdl (1929–2007)                                                 | 1981      | reliéf, beton                              | Dům bytové kultury                                                                                       |
| Skleněná plastika - Dům bytové kultury (†)          |                                                                                               | Budějovická 1667/64 50°2′37,8″ s. š., 14°26′56,66″ v. d.      | Stanislav Libenský (1921–2002) Jaroslava Brychtová (*1924)               | 1982      | sklo                                       | Dům bytové kultury, původně u parkoviště před budovou                                                    |
| Květ                                                | Kategorie „Květ (Jaroslav Vacek)“ na Wikimedia Commons                                        | Horáčkova 1095/1 50°2′45,11″ s. š., 14°26′5,62″ v. d.         | Jaroslav Vacek (1923–2012)                                               | 1971      | socha, umělý kámen                         | volný prostor V roce 2021 rekonstruována.                                                                |
| Reliéf (†)                                          |                                                                                               | Horáčkova 1100/14 50°2′45,94″ s. š., 14°26′11,32″ v. d.       | Pravoslav Rada (1923–2011) Jindřiška Radová (*1925)                      | 1965-1967 | reliéf; glazovaná keramika                 | základní škola, průčelí; odstraněno                                                                      |
| Vítězné mládí (†)                                   |                                                                                               | Jánošíkova 1300/6 50°1′26,55″ s. š., 14°27′28,26″ v. d.       | Karel Lidický (1900–1976)                                                | 1972      | socha, bronz                               | areál školy, zaniklo                                                                                     |
| Kovová fontána v bývalé usedlosti Ryšánka           |                                                                                               | K Ryšánce 294/20a 50°2′16,5″ s. š., 14°25′44,23″ v. d.        | Miroslav Jirava (*1931)                                                  | 1984      | fontána; beton, litina                     | dvůr usedlosti Ryšánka                                                                                   |
| Podzim                                              | Kategorie „Socha ženy s hroznem vína (za krčskou poliklinikou)“ na Wikimedia Commons          | Krčská 50°2′31,39″ s. š., 14°26′28,05″ v. d.                  | Jan Kavan (1905–1986) Ivan Tlášek                                        | 1984      | socha, pískovec                            | za poliklinikou; do roku 2020 umístěna na Spořilově na Roztylském náměstí                                |
| Kamenná stěna                                       | Kategorie „Sandstone relief in Kačerov station“ na Wikimedia Commons                          | Michelská 627/108 50°2′30,66″ s. š., 14°27′37,39″ v. d.       | Vladislav Gajda (1925–2010)                                              | 1974      | reliéf, sekaný a tryskaný hořický pískovec | Metro C-Kačerov, vestibul                                                                                |
| Levotočivé spirály                                  | Kategorie „Levotočivé spirály (stained-glass window by Benjamin Hejlek)“ na Wikimedia Commons | Michelská 627/108 50°2′31,05″ s. š., 14°27′37,15″ v. d.       | Benjamin Hejlek (1924-1993) František Burant (1924-2001)                 | 1974      | vitráž, tabulkové sklo                     | Metro C-Kačerov, vestibul                                                                                |
| Mozaikové kruhové kompozice (6)                     | Kategorie „Mozaikové kompozice (Martin Sladký)“ na Wikimedia Commons                          | Milevská 1695/7 50°2′58,25″ s. š., 14°26′17,15″ v. d.         | Martin Sladký (1920–2015)                                                | 1983      | mozaika, říční valouny                     | u hotelu                                                                                                 |
| Znaky hotelu Panorama (2)                           |                                                                                               | Milevská 1695/7 50°2′56,57″ s. š., 14°26′17,49″ v. d.         | Slavoj Nejdl (1929–2007)                                                 | 1983      | znak, opuka                                | na fasádě hotelu Panorama                                                                                |
| Kniha                                               |                                                                                               | Na Planině 1393/13 50°2′19,92″ s. š., 14°25′56,52″ v. d.      | Ellen Jilemnická (*1946)                                                 | 1987      | socha, pískovec                            | areál školy                                                                                              |
| Violoncellista                                      | Kategorie „Violoncellista (Josef Václav Schwarz)“ na Wikimedia Commons                        | Na Planině 1393/13 50°2′21,14″ s. š., 14°25′56,13″ v. d.      | Josef Václav Schwarz (1908–1988)                                         | 1962      | socha, umělý kámen                         | areál školy                                                                                              |
| Keramicky obklad a nápis Potraviny na vrstevnici    |                                                                                               | Na staré vinici 1934/2a 50°2′17,91″ s. š., 14°26′9,02″ v. d.  | Pavel Jarkovský (*1943)                                                  | 1989      | dekorativní stěna; glazovaná keramika, kov | obchodní centrum                                                                                         |
| Výtvarné řešení vstupní stěny obvodní pošty Praha 4 |                                                                                               | Na Strži 1709/42 50°2′56,73″ s. š., 14°26′29,97″ v. d.        | Slavoj Nejdl (1929–2007)                                                 | 1984      | dekorativní stěna, beton                   | vstupní stěna obvodní pošty Praha 4                                                                      |
| Květináčová dekorativní stěna                       |                                                                                               | Pod Višňovkou 1661/31 50°1′48,65″ s. š., 14°27′10,11″ v. d.   | Konrád Babraj (1921–1991)                                                |           | dekorativní stěna, keramika                | spojovací chodba mezi budovami                                                                           |
| Otec s děvčátkem                                    | Kategorie „Otec s děvčátkem (Konrád Babraj)“ na Wikimedia Commons                             | Pod Višňovkou 1661/31 50°1′49,52″ s. š., 14°27′10,06″ v. d.   | Konrád Babraj (1921–1991)                                                | 1977      | socha, vápenec                             | park mezi budovami                                                                                       |
| Fontána s lekníny                                   |                                                                                               | Pujmanové 50°2′50,3″ s. š., 14°26′5,57″ v. d.                 | Emil Cimbura (*1922) arch. Jiří Lasovský                                 | 1969–1970 | fontána; kámen, beton                      | obchodní centrum sídliště Pankrác I                                                                      |
| Ryby                                                | Kategorie „Ryby (Julius Lankáš)“ na Wikimedia Commons                                         | Pujmanové 50°2′50,36″ s. š., 14°26′5,42″ v. d.                | Julius Lankáš (1909–1991)                                                | 1985      | socha; mramor, beton                       | součást atria s bazénkem a vodotryskem                                                                   |
| Obyčejná madona                                     | Kategorie „Obyčejná madona (Miloš Zet)“ na Wikimedia Commons                                  | Pujmanové 50°2′52,41″ s. š., 14°26′5,82″ v. d.                | Miloš Zet (1920–1995)                                                    | 1971      | socha, bronz                               | pěší zóna obchodního centra                                                                              |
| Pomona                                              | Kategorie „Pomona (Jiří Dušek)“ na Wikimedia Commons                                          | Pujmanové 50°2′46,78″ s. š., 14°26′4,17″ v. d.                | Jiří Dušek                                                               | 1967–1968 | socha, pískovec                            | volný prostor                                                                                            |
| Prostorové prvky s vodotryskem                      | Kategorie „Prostorové prvky s vodotryskem (Emil Cimbura)“ na Wikimedia Commons                | Pujmanové 50°2′50,52″ s. š., 14°26′6,37″ v. d.                | Emil Cimbura (*1922) arch. Jiří Lasovský                                 | 1968–1970 | dekorativní stěna, fontána; beton          | obchodní centrum sídliště Pankrác I                                                                      |
| Fontána u nákupního střediska na sídlišti Pankrác I |                                                                                               | Pujmanové 50°2′47,24″ s. š., 14°26′5,69″ v. d.                | neuveden                                                                 |           | fontána; žula, beton                       | zadní část pasáže                                                                                        |
| Tři plastické objekty                               |                                                                                               | Pujmanové 50°2′54,18″ s. š., 14°26′6,61″ v. d.                | Miloslav Chlupáč (1920–2008)                                             | 1966–1971 | socha, travertin                           | roh ulic Pujmanové a Milevská, původně stály na dlážděném prostranství, přemístěny na zatravněnou plochu |
| Kamenná mozaika                                     | Kategorie „Kamenná mozaika (Martin Sladký)“ na Wikimedia Commons                              | Pujmanové 1219/8 50°2′51,44″ s. š., 14°26′5,72″ v. d.         | Martin Sladký (1920–2015)                                                | 1967–1969 | mozaika, kámen                             | interiér, Baobab z.s.; původně atrium Domu služeb sídliště Pankrác, později prostor zastřešen            |
| Dekorativní zeď                                     | Kategorie „Travertinový reliéf (Krč)“ na Wikimedia Commons                                    | Štúrova 1308/6 50°1′15,7″ s. š., 14°27′6,49″ v. d.            | neuveden                                                                 |           | reliéf, travertin                          | exteriér                                                                                                 |
| Pohyb hmoty                                         | Kategorie „Pohyb hmoty (Rudolf Svoboda)“ na Wikimedia Commons                                 | Štúrova 1701/55 50°1′45,13″ s. š., 14°26′56,9″ v. d.          | Rudolf Svoboda (1924–1994)                                               | 1984      | kinetická plastika; ocel, měď              | areál ubytovny bývalého Federálního ministerstva zahraničního obchodu                                    |
| Sedící žena                                         | Kategorie „Sedící žena (Lubomír Růžička)“ na Wikimedia Commons                                | Točitá 50°2′22,05″ s. š., 14°26′6,96″ v. d.                   | Lubomír Růžička (*1938) Ladislav Kolář (1935–2000)                       | 1977      | socha; pískovec, beton                     | park na rohu Točité a Návršní                                                                            |
| Mozaika                                             |                                                                                               | U Společenské zahrady 50°2′5,36″ s. š., 14°27′3,16″ v. d.     | Free Mozaik                                                              | 2016      | mozaika                                    | zeď zahrady domu, 2016–2018                                                                              |
| Keramický reliéf                                    |                                                                                               | Vídeňská 800 50°1′46,28″ s. š., 14°27′33,94″ v. d.            | Štěpán Kotrba (1932–1999)                                                | 1986      | keramika                                   | Thomayerova nemocnice, pavilon B5                                                                        |
| Mateřství                                           |                                                                                               | Vídeňská 800 50°1′26,84″ s. š., 14°27′38,11″ v. d.            | Jaroslav Pecháček (*1968)                                                | 2018      | socha, dřevo                               | Thomayerova nemocnice, před Ústavem mateřství                                                            |
| Anděl                                               |                                                                                               | Vídeňská 800 50°1′26,55″ s. š., 14°27′38,34″ v. d.            | Jaroslav Pecháček (*1968)                                                | 2018      | socha, dřevo                               | Thomayerova nemocnice, před Ústavem mateřství                                                            |
| Pouto                                               |                                                                                               | Vídeňská 800 50°1′26,1″ s. š., 14°27′38,66″ v. d.             | Jaroslav Pecháček (*1968)                                                | 2018      | socha, dřevo                               | Thomayerova nemocnice, před Ústavem mateřství                                                            |
| Plastika pro Biologický ústav ČSAV v Krči           |                                                                                               | Vídeňská 1083 50°1′2,74″ s. š., 14°27′58,34″ v. d.            | Jaroslav Vacek (1923–2012)                                               |           | socha, fontána                             | Biologický ústav ČSAV                                                                                    |
| Srdce                                               |                                                                                               | Vídeňská 1958/9 50°1′19,99″ s. š., 14°27′46,28″ v. d.         | Josef Cyprián                                                            | 2012      | socha, dřevo                               | IKEM, před vchodem                                                                                       |
| Reliéf (†)                                          |                                                                                               | Vikova 1302/2 50°2′26,59″ s. š., 14°26′15,82″ v. d.           | neuveden                                                                 | 1970–1979 | reliéf, keramika                           | na fasádě samoobsluhy, na rohu ulic Zelený pruh a Na strži                                               |
| Geometrický reliéf                                  |                                                                                               | Zelený pruh 1294/52 50°2′19,29″ s. š., 14°25′28,52″ v. d.     | neuveden                                                                 |           | reliéf, beton                              | Střední škola technická                                                                                  |
| Mozaika                                             | Kategorie „Mosaic in front of the Sokol house in Krč“ na Wikimedia Commons                    | Za obecním úřadem 354/7 50°2′14,53″ s. š., 14°26′53,81″ v. d. | Jan Grimm (1943–2012)                                                    | 1983      |                                            | na oplocení pozemku TJ Sokol Krč                                                                         |